# Catch-all
 (mars 2017).
Si vous disposez d'ouvrages ou d'articles de référence ou si vous connaissez des sites web de qualité traitant du thème abordé ici, merci de compléter l'article en donnant les références utiles à sa vérifiabilité et en les liant à la section « Notes et références ».
Dans le domaine des adresses e-mail, un catch-all fait référence à un compte e-mail qui permet de rediriger tout courrier entrant à l’attention d’un compte e-mail inexistant pour un domaine vers un compte e-mail défini.

## Présentation
Par exemple: si l'adresse johndoe@example.com est configurée pour capturer toutes les adresses e-mails du domaine example.com, alors tous les e-mails envoyés vers des adresses indéfinies du domaine example.com seront redirigés vers johndoe@example.com au lieu d'être rejetés avec le message d'erreur « utilisateur inconnu ».
La configuration d'un catch-all peut aider à éviter la perte d'e-mail due à une erreur de frappe lors de la saisie d'une adresse e-mail.

Toutefois, beaucoup de services d'hébergeur d'e-mail ne permettent plus la mise en place de catch-all parce que de nombreux spammeurs abusent de cette fonctionnalité en envoyant des e-mails à des adresses générées aléatoirement.